# Psoriasis pustulosa
La psoriasis pustulosa es una forma de presentación poco frecuente de la psoriasis que se caracteriza por la aparición de lesiones que adoptan el aspecto de una pústula, pero sin la existencia de infección.

## Formas de presentación
Puede aparecer de forma localizada, sobre todo en las palmas de las manos y las plantas de los pies, o bien generalizada afectando a diferentes sectores de la superficie corporal.
- Psoriasis pustulosa palmo plantar. Se presenta sobre todo en adultos y las lesiones suelen localizarse en la eminencia tenar y eminencia hipotenar de las mános, más raramente en la zona palmar, también en los pies. Evoluciona de forma lenta con periodos de exacerbación que alternan con otros de mejoria. No suele responder con facilidad a los tratamientos tópicos con cremas y pomadas.

- Psoriasis pustulosa generalizada de von Zumbusch. Las lesiones se distribuyen en gran parte de la superficie corporal y pueden aparerer síntomas generales como fiebre y mal estado general. En ocasiones tienen lugar complicaciones que pueden ser graves, entre ellas disminución del nivel de albúmina en sangre (hipoalbuminemia), hipocalcemia, daño renal por necrosis tubular, daño hepático y poliartritis.[2]